# Phymotaxis
Phymotaxis is een geslacht van uitgestorven zee-egels uit de familie Stomopneustidae.

## Soorten
- Leiosoma tournoueri Cotteau, 1867 † Krijt, Duitsland.